# Ян Йон (ватерполіст)
Ян Йон (1963) — китайський ватерполіст.
Учасник Олімпійських Ігор 1988 року.
Переможець Азійських ігор 1986 року, срібний призер 1994 року.